# William Legge, IV conte di Dartmouth
William Legge, IV conte di Dartmouth (29 novembre 1784 – 22 novembre 1853), è stato un nobile inglese.

## Biografia
Era il figlio di George Legge, III conte di Dartmouth, e di sua moglie, Lady Frances Finch, figlia di Heneage Finch, III conte di Aylesford.

## Carriera
Dartmouth è stato un deputato per Milborne Port, nel gennaio 1810. Tuttavia, nel novembre dello stesso anno successe al padre alla contea e ha preso il suo posto nella Camera dei lord. È stato ammesso Fellow della Royal Society, il 7 novembre 1822 e membro della Society of Antiquaries.

## Matrimoni

### Primo Matrimonio
Sposò, il 5 aprile 1820, lady Frances Charlotte Talbot (1801-4 ottobre 1823), figlia di Charles Chetwynd-Talbot, II conte Talbot. Ebbero un figlio:
- William Legge, V conte di Dartmouth (12 agosto 1823-4 agosto 1891)

### Secondo Matrimonio
Sposò, il 25 ottobre 1828, Frances Barrington (?-12 agosto 1849), figlia di George Barrington, V visconte Barrington. Ebbero quindici figli:
- una figlia
- Frances Elizabeth Legge (1830-13 marzo 1922), sposò George Michell, non ebbero figli;
- Louisa Legge (19 dicembre 1831);
- George Barrington Legge (19 dicembre 1831-9 dicembre 1900), sposò Sophia Frances Margaret Levett, ebbero quattro figli;
- Beatrix Maria Legge (1833-11 aprile 1872);
- Edward Henry Legge (23 aprile 1834-16 agosto 1900), sposò Cordelia Twysden Molesworth, ebbero sei figli;
- Katharine Legge (1838-1 luglio 1914), sposò Robert Robertson-Eustace, ebbero sei figli;
- Florence Legge (1839-27 marzo 1917), sposò Nathaniel Barnardiston, ebbero un figlio;
- Augustus Legge (28 novembre 1839-15 marzo 1913), sposò Fanny Louisa Stopford Sackville, ebbero quattro figli;
- Barbara Caroline Legge (1841-5 gennaio 1909), sposò Huyshe Yeatman-Biggs, non ebbero figli;
- Charles Gounter Legge (9 maggio 1842-15 novembre 1907), sposò Mary Garnier, ebbero sei figli;
- Charlotte Anne Georgiana Legge (1844-19 dicembre 1908);
- Heneage Legge (3 luglio 1845-1 novembre 1911);
- Harriet Octavia Legge (1 marzo 1847-22 aprile 1927);
- Wilhelmina Legge (1849-31 dicembre 1928), sposò John Townsend Brooke, non ebbero figli.

## Morte
Morì il 22 novembre 1853.

## Ascendenza
|                                       |                                      |                                      | Genitori                                         |  |  | Nonni |  |  | Bisnonni                        |  |  | Trisnonni                           |  |
|                                       |                                      |                                      |                                                  |  |  |       |  |  | George Legge, visconte Lewisham |  |  | William Legge, I conte di Dartmouth |  |
|                                       |                                      |                                      |                                                  |  |  |       |  |  | George Legge, visconte Lewisham |  |  | William Legge, I conte di Dartmouth |  |
|                                       |                                      | Anne Finch                           |                                                  |  |  |       |  |  | George Legge, visconte Lewisham |  |  |                                     |  |
| William Legge, II conte di Dartmouth  |                                      |                                      |                                                  |  |  |       |  |  | George Legge, visconte Lewisham |  |  |                                     |  |
|                                       |                                      | Elizabeth Kaye                       | Elizabeth Banks                                  |  |  |       |  |  |                                 |  |  |                                     |  |
|                                       |                                      | Elizabeth Kaye                       | Elizabeth Banks                                  |  |  |       |  |  |                                 |  |  |                                     |  |
|                                       |                                      | Elizabeth Kaye                       | Anne Marowe                                      |  |  |       |  |  |                                 |  |  |                                     |  |
| George Legge, III conte di Dartmouth  |                                      | Elizabeth Kaye                       |                                                  |  |  |       |  |  |                                 |  |  |                                     |  |
|                                       |                                      | Charles Gounter Nicoll               | George Gounter                                   |  |  |       |  |  |                                 |  |  |                                     |  |
|                                       |                                      | Charles Gounter Nicoll               | George Gounter                                   |  |  |       |  |  |                                 |  |  |                                     |  |
|                                       |                                      | Charles Gounter Nicoll               | Judith Nicoll                                    |  |  |       |  |  |                                 |  |  |                                     |  |
| Frances Catherine Nicoll              |                                      | Charles Gounter Nicoll               |                                                  |  |  |       |  |  |                                 |  |  |                                     |  |
|                                       |                                      | Elizabeth Blundell                   | William Blundell                                 |  |  |       |  |  |                                 |  |  |                                     |  |
|                                       |                                      | Elizabeth Blundell                   | William Blundell                                 |  |  |       |  |  |                                 |  |  |                                     |  |
|                                       |                                      | Elizabeth Blundell                   | …                                                |  |  |       |  |  |                                 |  |  |                                     |  |
| William Legge, IV conte di Dartmouth  |                                      | Elizabeth Blundell                   |                                                  |  |  |       |  |  |                                 |  |  |                                     |  |
|                                       | Heneage Finch, II conte di Aylesford | Heneage Finch, I conte di Aylesford  |                                                  |  |  |       |  |  |                                 |  |  |                                     |  |
|                                       | Heneage Finch, II conte di Aylesford | Heneage Finch, I conte di Aylesford  |                                                  |  |  |       |  |  |                                 |  |  |                                     |  |
|                                       | Heneage Finch, II conte di Aylesford | Elizabeth Banks                      |                                                  |  |  |       |  |  |                                 |  |  |                                     |  |
| Heneage Finch, III conte di Aylesford | Heneage Finch, II conte di Aylesford |                                      |                                                  |  |  |       |  |  |                                 |  |  |                                     |  |
|                                       |                                      | Mary Fisher                          | Clement Fisher, III baronetto                    |  |  |       |  |  |                                 |  |  |                                     |  |
|                                       |                                      | Mary Fisher                          | Clement Fisher, III baronetto                    |  |  |       |  |  |                                 |  |  |                                     |  |
|                                       |                                      | Mary Fisher                          | Ann Jennens                                      |  |  |       |  |  |                                 |  |  |                                     |  |
| Frances Finch                         |                                      | Mary Fisher                          |                                                  |  |  |       |  |  |                                 |  |  |                                     |  |
|                                       |                                      | Charles Seymour, VI duca di Somerset | Charles Seymour, II barone Seymour di Trowbridge |  |  |       |  |  |                                 |  |  |                                     |  |
|                                       |                                      | Charles Seymour, VI duca di Somerset | Charles Seymour, II barone Seymour di Trowbridge |  |  |       |  |  |                                 |  |  |                                     |  |
|                                       |                                      | Charles Seymour, VI duca di Somerset | Elizabeth Alington                               |  |  |       |  |  |                                 |  |  |                                     |  |
| Charlotte Seymour                     |                                      | Charles Seymour, VI duca di Somerset |                                                  |  |  |       |  |  |                                 |  |  |                                     |  |
|                                       |                                      | Charlotte Finch                      | Daniel Finch, VII conte di Winchilsea            |  |  |       |  |  |                                 |  |  |                                     |  |
|                                       |                                      | Charlotte Finch                      | Daniel Finch, VII conte di Winchilsea            |  |  |       |  |  |                                 |  |  |                                     |  |
|                                       |                                      | Charlotte Finch                      | Anne Hatton                                      |  |  |       |  |  |                                 |  |  |                                     |  |
|                                       |                                      | Charlotte Finch                      |                                                  |  |  |       |  |  |                                 |  |  |                                     |  |